# Coppa Davis 2008 Zona Asia/Oceania
La Zona Asia/Oceania (Asia and Oceania Zone) è una delle tre divisioni zonali della Coppa Davis 2008. Essa è a sua volta suddivisa in quattro gruppi: Gruppo I, Gruppo II, Gruppo III, Gruppo IV.

## Gruppo I
|                                                          | Play-off 2º turno 19-21 settembre                        | Play-off 2º turno 19-21 settembre                        | Play-off 2º turno 19-21 settembre                        |                                                          |  | Play-off 1º turno 11-13 aprile      | Play-off 1º turno 11-13 aprile      | Play-off 1º turno 11-13 aprile      |                                     |                                     | 1º turno 8-10 febbraio              | 1º turno 8-10 febbraio              | 1º turno 8-10 febbraio              |                           |                                                    | 2º turno 11-13 aprile                              | 2º turno 11-13 aprile                              | 2º turno 11-13 aprile                              |                                                    |                                        |
|                                                          |                                                          |                                                          |                                                          |                                                          |  |                                     |                                     |                                     |                                     |                                     |                                     |                                     |                                     |                           |                                                    |                                                    |                                                    |                                                    |                                                    |                                        |
|                                                          |                                                          |                                                          |                                                          |                                                          |  |                                     |                                     |                                     |                                     |                                     | Kaohsiung, Taiwan (Cemento)         |                                     |                                     |                           |                                                    |                                                    |                                                    |                                                    |                                                    |                                        |
|                                                          |                                                          |                                                          |                                                          |                                                          |  |                                     |                                     |                                     |                                     |                                     | 1                                   | Australia                           | 4                                   |                           |                                                    |                                                    |                                                    |                                                    |                                                    |                                        |
|                                                          |                                                          |                                                          |                                                          |                                                          |  | Almaty, Kazakistan (Cemento indoor) | Almaty, Kazakistan (Cemento indoor) | Almaty, Kazakistan (Cemento indoor) | Almaty, Kazakistan (Cemento indoor) |                                     |                                     | Taipei cinese                       | 1                                   |                           |                                                    | Townsville, Australia (Cemento indoor)             | Townsville, Australia (Cemento indoor)             | Townsville, Australia (Cemento indoor)             | Townsville, Australia (Cemento indoor)             | Townsville, Australia (Cemento indoor) |
|                                                          |                                                          |                                                          |                                                          |                                                          |  |                                     | Taipei cinese                       | 3                                   |                                     |                                     |                                     |                                     |                                     |                           | 1                                                  | Australia                                          | 5                                                  |                                                    |                                                    |                                        |
|                                                          |                                                          |                                                          |                                                          |                                                          |  |                                     | Kazakistan                          | 2                                   |                                     | Almaty, Kazakistan (Cemento indoor) | Almaty, Kazakistan (Cemento indoor) | Almaty, Kazakistan (Cemento indoor) | Almaty, Kazakistan (Cemento indoor) |                           | 3                                                  | Thailandia                                         | 0                                                  |                                                    |                                                    |                                        |
|                                                          |                                                          |                                                          |                                                          |                                                          |  |                                     |                                     |                                     |                                     | 3                                   | Thailandia                          | 3                                   |                                     |                           |                                                    |                                                    |                                                    |                                                    |                                                    |                                        |
|                                                          | Astana, Kazakistan (Terra indoor)                        | Astana, Kazakistan (Terra indoor)                        | Astana, Kazakistan (Terra indoor)                        | Astana, Kazakistan (Terra indoor)                        |  |                                     |                                     |                                     |                                     |                                     | Kazakistan                          | 2                                   |                                     |                           |                                                    |                                                    |                                                    |                                                    |                                                    |                                        |
|                                                          |                                                          | Kazakistan                                               | 5                                                        |                                                          |  |                                     |                                     |                                     |                                     |                                     |                                     |                                     |                                     |                           |                                                    |                                                    |                                                    |                                                    |                                                    |                                        |
|                                                          |                                                          | Filippine                                                | 0                                                        |                                                          |  |                                     |                                     |                                     |                                     | Nuova Delhi, India (erba)           | Nuova Delhi, India (erba)           | Nuova Delhi, India (erba)           | Nuova Delhi, India (erba)           | Nuova Delhi, India (erba) |                                                    |                                                    |                                                    |                                                    |                                                    |                                        |
|                                                          |                                                          |                                                          |                                                          |                                                          |  |                                     |                                     |                                     |                                     |                                     |                                     | Uzbekistan                          | 2                                   |                           |                                                    |                                                    |                                                    |                                                    |                                                    |                                        |
|                                                          |                                                          |                                                          |                                                          |                                                          |  | Manila, Filippine (Terra indoor)    | Manila, Filippine (Terra indoor)    | Manila, Filippine (Terra indoor)    | Manila, Filippine (Terra indoor)    |                                     | 4                                   | India                               | 3                                   |                           |                                                    | Nuova Delhi, India (erba)                          | Nuova Delhi, India (erba)                          | Nuova Delhi, India (erba)                          | Nuova Delhi, India (erba)                          | Nuova Delhi, India (erba)              |
|                                                          |                                                          |                                                          |                                                          |                                                          |  | Uzbekistan                          | 3                                   |                                     |                                     |                                     |                                     |                                     |                                     | 4                         | India                                              | 3                                                  |                                                    |                                                    |                                                    |                                        |
|                                                          |                                                          |                                                          |                                                          |                                                          |  |                                     | Filippine                           | 2                                   |                                     | Manila, Filippine (Cemento)         | Manila, Filippine (Cemento)         | Manila, Filippine (Cemento)         | Manila, Filippine (Cemento)         |                           | 2                                                  | Giappone                                           | 2                                                  |                                                    |                                                    |                                        |
|                                                          |                                                          |                                                          |                                                          |                                                          |  |                                     |                                     |                                     |                                     |                                     | Filippine                           | 0                                   |                                     |                           |                                                    |                                                    |                                                    |                                                    |                                                    |                                        |
|                                                          |                                                          |                                                          |                                                          |                                                          |  |                                     |                                     |                                     |                                     |                                     | 2                                   | Giappone                            | 5                                   |                           |                                                    |                                                    |                                                    |                                                    |                                                    |                                        |
| Filippine retrocessa al Group II della Coppa Davis 2009. | Filippine retrocessa al Group II della Coppa Davis 2009. | Filippine retrocessa al Group II della Coppa Davis 2009. | Filippine retrocessa al Group II della Coppa Davis 2009. | Filippine retrocessa al Group II della Coppa Davis 2009. |  |                                     |                                     |                                     |                                     |                                     |                                     |                                     |                                     |                           | Australia e India ammesse ai World Group Play-off. | Australia e India ammesse ai World Group Play-off. | Australia e India ammesse ai World Group Play-off. | Australia e India ammesse ai World Group Play-off. | Australia e India ammesse ai World Group Play-off. |                                        |

## Gruppo II
|                                                                           | Play-off 11-13 aprile                                                     | Play-off 11-13 aprile                                                     | Play-off 11-13 aprile                                                     |                                                                           |                               | 1º turno 8-10 febbraio           | 1º turno 8-10 febbraio        | 1º turno 8-10 febbraio        |                         |                         | 2º turno 11-13 aprile         | 2º turno 11-13 aprile         | 2º turno 11-13 aprile         |                               |                                                  | 3º turno 19-21 settembre                         | 3º turno 19-21 settembre                         | 3º turno 19-21 settembre                         |                                                  |                                              |
|                                                                           |                                                                           |                                                                           |                                                                           |                                                                           |                               |                                  |                               |                               |                         |                         |                               |                               |                               |                               |                                                  |                                                  |                                                  |                                                  |                                                  |                                              |
|                                                                           |                                                                           |                                                                           |                                                                           |                                                                           |                               | Pechino, Cina (Sintetico indoor) |                               |                               |                         |                         |                               |                               |                               |                               |                                                  |                                                  |                                                  |                                                  |                                                  |                                              |
|                                                                           |                                                                           |                                                                           |                                                                           |                                                                           |                               | 1                                | Cina                          | 5                             |                         |                         |                               |                               |                               |                               |                                                  |                                                  |                                                  |                                                  |                                                  |                                              |
|                                                                           | Hong Kong, Cina (Cemento)                                                 | Hong Kong, Cina (Cemento)                                                 | Hong Kong, Cina (Cemento)                                                 | Hong Kong, Cina (Cemento)                                                 |                               |                                  | Libano                        | 0                             |                         |                         | Giacarta, Indonesia (Cemento) | Giacarta, Indonesia (Cemento) | Giacarta, Indonesia (Cemento) | Giacarta, Indonesia (Cemento) | Giacarta, Indonesia (Cemento)                    |                                                  |                                                  |                                                  |                                                  |                                              |
|                                                                           |                                                                           | Libano                                                                    | 2                                                                         |                                                                           |                               |                                  |                               |                               |                         | 1                       | Cina                          | 3                             |                               |                               |                                                  |                                                  |                                                  |                                                  |                                                  |                                              |
|                                                                           |                                                                           | Hong Kong                                                                 | 3                                                                         |                                                                           | Giacarta, Indonesia (Cemento) | Giacarta, Indonesia (Cemento)    | Giacarta, Indonesia (Cemento) | Giacarta, Indonesia (Cemento) |                         | 3                       | Indonesia                     | 2                             |                               |                               |                                                  |                                                  |                                                  |                                                  |                                                  |                                              |
|                                                                           |                                                                           |                                                                           |                                                                           |                                                                           | 3                             | Indonesia                        | 3                             |                               |                         |                         |                               |                               |                               |                               |                                                  |                                                  |                                                  |                                                  |                                                  |                                              |
|                                                                           |                                                                           |                                                                           |                                                                           |                                                                           |                               |                                  | Hong Kong                     | 2                             |                         |                         |                               |                               |                               |                               |                                                  | New Plymouth, Nuova Zelanda (Cemento indoor)     | New Plymouth, Nuova Zelanda (Cemento indoor)     | New Plymouth, Nuova Zelanda (Cemento indoor)     | New Plymouth, Nuova Zelanda (Cemento indoor)     | New Plymouth, Nuova Zelanda (Cemento indoor) |
|                                                                           |                                                                           |                                                                           |                                                                           |                                                                           |                               |                                  |                               |                               |                         |                         |                               |                               |                               |                               |                                                  | 1                                                | Cina                                             | 3                                                |                                                  |                                              |
|                                                                           |                                                                           |                                                                           |                                                                           |                                                                           |                               | Mascate, Oman (Cemento)          | Mascate, Oman (Cemento)       | Mascate, Oman (Cemento)       | Mascate, Oman (Cemento) | Mascate, Oman (Cemento) |                               |                               |                               |                               |                                                  | 4                                                | Nuova Zelanda                                    | 2                                                |                                                  |                                              |
|                                                                           |                                                                           |                                                                           |                                                                           |                                                                           |                               |                                  | Oman                          | 0                             |                         |                         |                               |                               |                               |                               |                                                  |                                                  |                                                  |                                                  |                                                  |                                              |
|                                                                           | Mascate, Oman (Cemento)                                                   | Mascate, Oman (Cemento)                                                   | Mascate, Oman (Cemento)                                                   | Mascate, Oman (Cemento)                                                   |                               | 4                                | Nuova Zelanda                 | 5                             |                         |                         | Mishref, Kuwait (Cemento)     | Mishref, Kuwait (Cemento)     | Mishref, Kuwait (Cemento)     | Mishref, Kuwait (Cemento)     | Mishref, Kuwait (Cemento)                        |                                                  |                                                  |                                                  |                                                  |                                              |
|                                                                           |                                                                           | Oman                                                                      | 3                                                                         |                                                                           |                               |                                  |                               |                               |                         | 4                       | Nuova Zelanda                 | 5                             |                               |                               |                                                  |                                                  |                                                  |                                                  |                                                  |                                              |
|                                                                           |                                                                           | Pacific Oceania                                                           | 2                                                                         |                                                                           | Mishref, Kuwait (Cemento)     | Mishref, Kuwait (Cemento)        | Mishref, Kuwait (Cemento)     | Mishref, Kuwait (Cemento)     |                         | 2                       | Kuwait                        | 0                             |                               |                               |                                                  |                                                  |                                                  |                                                  |                                                  |                                              |
|                                                                           |                                                                           |                                                                           |                                                                           |                                                                           |                               | Pacific Oceania                  | 1                             |                               |                         |                         |                               |                               |                               |                               |                                                  |                                                  |                                                  |                                                  |                                                  |                                              |
|                                                                           |                                                                           |                                                                           |                                                                           |                                                                           |                               | 2                                | Kuwait                        | 4                             |                         |                         |                               |                               |                               |                               |                                                  |                                                  |                                                  |                                                  |                                                  |                                              |
| Libano e Oceania Pacifica retrocesse al Group III della Coppa Davis 2009. | Libano e Oceania Pacifica retrocesse al Group III della Coppa Davis 2009. | Libano e Oceania Pacifica retrocesse al Group III della Coppa Davis 2009. | Libano e Oceania Pacifica retrocesse al Group III della Coppa Davis 2009. | Libano e Oceania Pacifica retrocesse al Group III della Coppa Davis 2009. |                               |                                  |                               |                               |                         |                         |                               |                               |                               |                               | Cina promossa al Group I della Coppa Davis 2009. | Cina promossa al Group I della Coppa Davis 2009. | Cina promossa al Group I della Coppa Davis 2009. | Cina promossa al Group I della Coppa Davis 2009. | Cina promossa al Group I della Coppa Davis 2009. |                                              |

## Gruppo III
- Località: Enghelab Sports Complex, Teheran, Iran (Terra)
- Data: 9-13 aprile

|   | Gruppo A                  | PAK | SYR | VIE | UAE |   |                  | Gruppo B | MAS | IRI | SRI | TJK |
| 1 | Pakistan (3-0)            |     | 3-0 | 3-0 | 3-0 | 1 | Malaysia (3-0)   |          | 2-1 | 2-1 | 2-1 |     |
| 2 | Siria (2-1)               | 0-3 |     | 2-1 | 3-0 | 2 | Iran (2-1)       | 1-2      |     | 2-1 | 3-0 |     |
| 3 | Vietnam (1-2)             | 0-3 | 1-2 |     | 3-0 | 3 | Sri Lanka (1-2)  | 1-2      | 1-2 |     | 2-1 |     |
| 4 | Emirati Arabi Uniti (0-3) | 0-3 | 0-3 | 0-3 |     | 4 | Tagikistan (0-3) | 1-2      | 0-3 | 1-2 |     |     |

|   | 1st-4º posto Play-off | PAK | MAS | SYR | IRI |   |                           | 5th-8th Play-off | SRI | TJK | VIE | UAE |
| 1 | Pakistan (3-0)        |     | 3-0 | 3-0 | 3-0 | 1 | Sri Lanka (3-0)           |                  | 2-1 | 3-0 | 3-0 |     |
| 2 | Malaysia (2-1)        | 0-3 |     | 3-0 | 2-1 | 2 | Tagikistan (2-1)          | 1-2              |     | 3-0 | 2-1 |     |
| 3 | Siria (1-2)           | 0-3 | 0-3 |     | 2-1 | 3 | Vietnam (1-2)             | 0-3              | 0-3 |     | 3-0 |     |
| 4 | Iran (0-3)            | 0-3 | 1-2 | 1-2 |     | 4 | Emirati Arabi Uniti (0-3) | 0-3              | 1-2 | 0-3 |     |     |

- Pakistan e Malaysia promosse al Gruppo II della Coppa Davis 2009.
- Vietnam e EAU retrocesse nel Gruppo IV della Coppa Davis 2009.

## Gruppo IV
- Località: National Tennis Centre, Bandar Seri Begawan, Brunei (Cemento)
- Data: 9-13 aprile

|   | Pool A          | SIN | MYA | BHR | IRQ | BRU |
| 1 | Singapore (4-0) |     | 2-1 | 2-1 | 3-0 | 3-0 |
| 2 | Birmania (3-1)  | 1-2 |     | 2-1 | 2-1 | 3-0 |
| 3 | Bahrein (2-2)   | 1-2 | 1-2 |     | 3-0 | 3-0 |
| 4 | Iraq (1-3)      | 0-3 | 1-2 | 0-3 |     | 3-0 |
| 5 | Brunei (0-4)    | 0-3 | 0-3 | 0-3 | 0-3 |     |

|   | Pool B               | KSA | BAN | JOR | TKM | MGL | QAT |
| 1 | Arabia Saudita (5-0) |     | 3-0 | 3-0 | 3-0 | 3-0 | 3-0 |
| 2 | Bangladesh (4-1)     | 0-3 |     | 2-1 | 2-1 | 3-0 | 3-0 |
| 3 | Giordania (3-2)      | 0-3 | 1-2 |     | 2-1 | 2-1 | 3-0 |
| 4 | Turkmenistan (2-3)   | 0-3 | 1-2 | 1-2 |     | 2-1 | 2-1 |
| 5 | Mongolia (1-4)       | 0-3 | 0-3 | 1-2 | 1-2 |     | 2-1 |
| 6 | Qatar (0-5)          | 0-3 | 0-3 | 0-3 | 1-2 | 1-2 |     |

- Singapore ed Arabia Saudita promosse al Gruppo III della Coppa Davis 2009.